# Dati (generale)
Dati (in greco antico: Δᾶτις?, Dâtis, in persiano antico Dātiya; VI secolo a.C. – Maratona, 490 a.C.) è stato un generale persiano, comandante insieme ad Artaferne dell'esercito persiano inviato da Dario I contro Eretria ed Atene che fu sconfitto a Maratona nel 490 a.C..

## Biografia
Dati viene definito di stirpe meda sia da Erodoto sia da Diodoro Siculo, ma secondo lo storico Nicholas Sekunda questa informazione potrebbe derivare da un fraintendimento degli storiografi greci, che potrebbero averlo definito medo semplicemente perché era stato nominato satrapo della Media (dato anch'esso non certo, dato che Plutarco e la Suda affermano che era un satrapo ma non precisano di dove).
Da una tavoletta ritrovata a Persepoli datata 494 a.C., nella quale si dice che Datiya ha ricevuto 70 quarti di birra come razioni e che portava un documento col sigillo del re, alcuni storici desumono che Dati fosse un funzionario importante anche prima della spedizione in Grecia, dato che la misura di 70 quarti è insolitamente alta.
Inoltre secondo alcuni storici è molto probabile che fosse stato Dati ad aver ricevuto il comando supremo della spedizione in Grecia, con Artaferne come luogotenente (secondo Sekunda Artaferne probabilmente comandava la cavalleria).
Secondo Aristofane Dati amava la lingua greca e cercò di impararla; involontariamente egli coniò una nuova parola, "datismo" (in greco antico: δατισμός?, cioè parlare il greco male come Dati).

### Spedizione in Grecia
Riguardo al viaggio via mare attraverso il mar Egeo (490 a.C.) si conoscono alcuni episodi che coinvolgono Dati.
Gli abitanti di Delo fuggirono a Tino; Dati, però, li rassicurò promettendo di non voler distruggere e di rispettare il luogo di nascita di "due divinità": infatti, secondo gli antichi, Delo era il luogo di nascita di Apollo e Artemide.
La religiosità di Dati è dimostrata anche da un aneddoto che racconta del ricollocamento da parte sua di una statua di Apollo che alcuni Fenici del suo esercito avevano rubato da Delio, in Beozia.
La spedizione raggiunse poi l'obiettivo di distruggere Eretria e farne prigionieri gli abitanti, ma non riuscì a fare altrettanto ad Atene, dato che l'esercito persiano prima fu sconfitto nella battaglia di Maratona, poi non riuscì a sorprendere Atene dal mare, dato che lo sbarco al Falero fu sventato dal rapido rientro di Milziade da Maratona con gran parte dell'esercito. Dati e Artaferne a quel punto riportarono la loro flotta in Asia Minore coi prigionieri di Eretria.

### Morte
Non è certa l'epoca in cui morì Dati.
Ctesia di Cnido è convinto che Dati sia morto combattendo a Maratona e che gli Ateniesi si siano rifiutati di renderne il corpo, ma sembra strano che gli Ateniesi non si siano gloriati di questo fatto. Erodoto, parlando del viaggio di ritorno, afferma invece che Dati e Artaferne sbarcarono in Asia Minore e portarono fino a Susa i prigionieri di Eretria, senza poi specificare altro sulla sorte di Dati. Platone sembra suggerire che Dario possa averlo giustiziato per il fallimento, ma non è detto che sia stato effettivamente punito, considerato in realtà quasi tutti gli obiettivi della spedizione erano stati raggiunti (solo la presa di Atene era stata fallita): Artaferne, l'altro comandante di questa spedizione, era ancora vivo dieci anni dopo questa spedizione, come comandante delle truppe della Lidia e della Misia durante la seconda spedizione in Grecia.
I suoi due figli, Armamitre e Titeo, comandarono la cavalleria di Serse nella seconda guerra persiana.